# Добролежа Микола Тимофійович
Микола Тимофійович Доброле́жа (22 грудня 1925, Скопіївка — 20 листопада 2008, Кіровоград) — український графік і художник театру; член Спілки радянських художників України з 1967 року. Брат художника Анатолія Добролежі.

## Біографія
Народився 22 грудня 1925 року в селі Скопіївці (нині Новоукраїнський район Кіровоградської області, Україна) у багатодітній заможній селянській сім'ї. В 1943 році, під час німецько-радянської війни, був відправлений на примусові роботи до Німеччини, але по дорозі йому вдалося втекти. У Червоній армії з 10 квітня 1944 року. Брав участь у німецько-радянській війні. Нагороджений медаллю «За відвагу» (29 серпня 1944), орденом Вітчизняної війни I ступеня (6 квітня 1985).
Протягом 1948—1953 років навчався в Одеському художньому училищі, був учнем Михайла Жука, Петра Злочевського, Петра Коновського. Дипломна робота — скульптурна група для годинника «300 років возз'єднання України з Росією» (бісквіт; варіант — у Кіровоградському краєзнавчому музеї).
У 1953—1954 роках працював у художником-постановником Кіровоградського музично-драматичного театру імені Марка Кропивницького; у 1954—1956 роках — Кіровоградського російського драматичного театру імені Сергія Кірова; у 1956–1962 роках — художником газети «Кіровоградська правда».
У 1961—1967 продовжив здобувати мистецьку освіту в Українському поліграфічному інституті, де його викладачами були Віктор Савин, Валентин Бунов, Юрій Гапон. Дипломна робота — оформлення та ілюстрації до книги «Тверской гость» («Хождение за три моря Афанасия Никитина») Володимира Прибиткова.
Одночасно з навчанням протягом 1964—1970 років працював оформлювачем Кіровоградських художньо-виробничих майстерень. Відтоді — на творчій роботі. Мешкав у Кіровограді в будинку на вулиці Карла Маркса, № 8, квартира № 36. Помер у Кіровограді 20 листопада 2008 року.

## Творчість
Працював у галузях театрально-декораційного мистецтва, станкової та книжкової графіки. Оформив вистави:
Кіровоградський російський драматичний театр імені Сергія Кірова
- «Вибачайте, будь ласка!»/«Камені в печінці» Андрія Макайонка (1954);
- «Пігмаліон» Бернарда Шоу (1954);
- «Іванов» Антона Чехова (1955);
- «Д-р»/«Доктор філософії» Бранислава Нушича (1956);

Кіровоградський український музично-драматичний театр імені Марка Кропивницького
- «Звичайна людина» Леоніда Леонова (1957);
- «Тепленьке місце» Олександра Островського (1963);
- «Варшавська мелодія» Леоніда Зоріна (1968);
- «Пам'ять серця» Олександра Корнійчука (1970);

Дніпропетровський театр імені Тараса Шевченка
- «День народження Терези» Георгія Мдівані (1961);
- «Тарас Бульба» за Миколою Гоголем (1962);

Київський обласний музично-драматичний театр імені Панаса Саксаганського
- «Майська ніч» за Миколою Гоголем;
- «Богдан Хмельницький» Олександра Корнійчука.

У станковій графіці відобразив події німецько-радянської війни, прадавню історію українського народу за мотивами народних пісень та дум. Автор ліноритів «Хутір Надія», «Театр корифеїв», «Атака». Оформив близько 20-ти книг.
Брав участь у всеукраїнських, всесоюзних та зарубіжних мистецьких виставках з 1954 року. Персонвльні виставки відбулисяі Одесі у 1969 році, у Кіровограді у 1975 та 1995 роках.
Роботи зберігаються у Музеї театрального, музичного та кіномистецтва України у Києві, Кіровоградському художньому музеї, Музеї-садибі «Хутір Надія» у селі Миколаївці Кіровоградської області, Літературно-меморіальному музеї Івана Карпенка-Карого у Кропивницькому.

## Вшанування
У травні 2018 року в Кропивницькому, на фасаді будинку № 8 по вулиці Великій Перспективній, де мешкав художник, встановлено меморіальну дошку (скульптор Віктор Френчко).